# Désexcitation atomique
 (octobre 2013).
Si vous disposez d'ouvrages ou d'articles de référence ou si vous connaissez des sites web de qualité traitant du thème abordé ici, merci de compléter l'article en donnant les références utiles à sa vérifiabilité et en les liant à la section « Notes et références ».
La désexcitation atomique est le passage d'un atome d'un niveau d'énergie {\displaystyle E_{sup}} à un niveau d'énergie {\displaystyle E_{inf}} pour revenir à son état fondamental. Cette désexcitation se fait de manière spontanée et est accompagnée d'une radiation monochromatique à l'origine des raies des spectres d'émission caractéristiques à chaque espèce chimique[réf. nécessaire]. La désexcitation atomique est appelée variation d'énergie ou « quantum d'énergie »[réf. nécessaire] et est notée {\displaystyle \Delta E}, exprimée en joules (J), selon la relation :
{\displaystyle \Delta E=E_{sup}-E_{inf}=h\nu ={\frac {hc}{\lambda }}}
avec :
{\displaystyle h}, la constante de Planck ≈ 6,62 × 10−34 J s ;
{\displaystyle \nu }, la fréquence de la radiation émise en hertz (Hz) ;
{\displaystyle c}, la célérité de la lumière dans le vide ≈ 3,00 × 108 m/s ;
{\displaystyle \lambda }, la longueur d'onde de la radiation en mètres (m).